# Marale
Marale (uit het Nahuatl: "Water van de krijgsgevangenen") is een gemeente (gemeentecode 0811) in het departement Francisco Morazán in Honduras.
In 1754 kochten mensen uit de omgeving dit terrein van de Spaanse koning om hier een dorp te bouwen. Het hoorde bij de gemeente Cedros. In 1820 klaagden de bewoners bij het Nationaal Congres omdat ze bang waren dat de gemeente Sulaco het dorp wilde inlijven. In 1824 werd Marale dan toch een zelfstandige gemeente.
De hoofdplaats ligt tussen de bergen El Portillo, Loma de la Cruz en Loma del Lodo.

## Bevolking
De bevolking is als volgt verdeeld:
| Vrouwen | 4427 | 48,2% |
| Mannen  | 4756 | 51,8% |

## Dorpen
De gemeente bestaat uit elf dorpen (aldea), waarvan de grootste qua inwoneraantal: Marale (code 081101) en La Esperanza (of: El Cacao) (081105).